# Bergslagen (1928)
Bergslagen var en avläggare till Örebro Dagblad som började ges ut med två provnummer den 21 och 30 december 1927 och sedan gavs ut till slutet av 1932. Tidningen gick då åter upp i Örebro Dagblad.

## Redaktion
Politiskt var tidningen moderat enligt Tollinoch tidningen skriver själv: Ny tidning i moderat anda. Tidningen var till 5 maj 1928då den började tryckas på egenn officin tredagars med utgivning tisdag, torsdag och lördag men blev sedan daglig med sex dagarsutgivning. Tidningen var morgontidning. En artikel om tidningens historia är Nya Wermlandstidningen den 14 december 1964 där förre chefredaktören Birger Forsberg skildras då han fyller 75 år.
| Period                 | Ansvarig utgivare      | Titel      | Period                 | Redaktör         |
| 1927-12-19--1928-04-22 | Carlsson, Ernst Julius | redaktören | 1927-12-19--1928-01-02 | saknas uppgift   |
| 1928-04-23--1930-05-02 | Forsberg, Erik Birger  | redaktören | 1928-01-03--1930-04-26 | Forsberg, Birger |
| 1930-05-03--1932-12-31 | Viving, Daniel Alfred  | redaktören | 1930-04-28--1932-12-31 | Viving, Alfred   |

## Tryckning
Tidningen trycktes bara med svart färg med antikva som typsnitt på stora satsytor av folioformat 52-58 X 37-38 cm stora, Tidningen hade 4 till 8 sidor flest i början och kostade 7,50kr till 8 kr per helår. Tidningen trycktes först av tidningen Örebro Dagblad sedan i Lindesberg på eget förlag. Upplagan var 1850 exemplar till 3200 exemplar och året 1929 hade den största upplagan.
| Period                 | Tryckeri                                    | Ort        | Kommentar |
| 1928-01-03--1928-05-03 | Aktiebolaget Örebro Dagblads tryckeri       | Örebro     |           |
| 1928-05-05--1928-11-10 | Tidningsaktiebolaget Bergslagens tryckeri   | Lindesberg |           |
| 1928-11-12--1932-12-31 | Aktiebolaget Tidningen Bergslagens tryckeri | Lindesberg |           |